# Вайтсбург (Джорджія)
Вайтсбург (англ. Whitesburg) — місто (англ. town) в США, в окрузі Керролл штату Джорджія. Населення — 596 осіб (2020).

## Географія
Вайтсбург розташований за координатами 33°29′31″ пн. ш. 84°54′51″ зх. д. / 33.49194° пн. ш. 84.91417° зх. д. (33.492068, -84.914300).  За даними Бюро перепису населення США в 2010 році місто мало площу 7,24 км², з яких 7,17 км² — суходіл та 0,07 км² — водойми.

## Демографія
Згідно з переписом 2010 року, у місті мешкало 588 осіб у 221 домогосподарстві у складі 159 родин. Густота населення становила 81 особа/км².  Було 265 помешкань (37/км²).
Расовий склад населення:
| - 85,0 % — білих - 12,8 % — чорних або афроамериканців - 0,2 % — корінних американців - 1,4 % — осіб інших рас |

До двох чи більше рас належало 0,7 %. Частка іспаномовних становила 3,6 % від усіх жителів.
За віковим діапазоном населення розподілялося таким чином: 22,3 % — особи молодші 18 років, 61,5 % — особи у віці 18—64 років, 16,2 % — особи у віці 65 років та старші. Медіана віку мешканця становила 42,0 року. На 100 осіб жіночої статі у місті припадало 104,9 чоловіків;  на 100 жінок у віці від 18 років та старших — 98,7 чоловіків також старших 18 років.
Середній дохід на одне домашнє господарство  становив 46 958 доларів США (медіана — 36 000), а середній дохід на одну сім'ю — 53 165 доларів (медіана — 45 486). За межею бідності перебувало 18,8 % осіб, у тому числі 23,8 % дітей у віці до 18 років та 21,6 % осіб у віці 65 років та старших.
Цивільне працевлаштоване населення становило 245 осіб. Основні галузі зайнятості: будівництво — 19,6 %, мистецтво, розваги та відпочинок — 16,7 %, роздрібна торгівля — 15,1 %.